# Prepops insitivus
Prepops insitivus är en insektsart som först beskrevs av Thomas Say 1832.  Prepops insitivus ingår i släktet Prepops och familjen ängsskinnbaggar.

## Underarter
Arten delas in i följande underarter:
- P. i. insitivus
- P. i. angusticollis